# Hiv-antistoffen
Hiv-antistoffen zijn antistoffen die met behulp van een hiv-test of een hiv-sneltest aangetoond kunnen worden in het bloed van iemand die besmet is met het Human Immunodeficiency Virus (hiv). Enkele weken na besmetting zullen deze antistoffen in een bloedmonster aantoonbaar zijn.

## Verschillende hiv-testen
De hiv-antistoffen kunnen aangetoond worden met een snelle point of care test (POCT) of met de gevoelige ELISA-test in het laboratorium van het ziekenhuis.
De voor screeningsonderzoek gebruikte testen behoren antistoffen tegen alle hiv-varianten (onder andere hiv-1 en hiv-2) in de voorgeschreven uitvoering te kunnen opsporen. De aanwezigheid van hiv-antistoffen wijst op een hiv-infectie (behalve bij pasgeborenen jonger dan 18 maanden). Direct na besmetting zijn er nog geen hiv-antistoffen aantoonbaar, maar met de huidige generatie gevoelige testen is deze periode verkort tot enkele weken.
Als een persoon tijdens de eerste screeningtest met POCT of ELISA positief getest wordt voor hiv-antistoffen zal altijd eerst een tweede test worden uitgevoerd voordat de persoon over de positieve uitslag ingelicht wordt. De tweede test dient ter confirmatie om laboratorium- of administratiefouten of fout-positieve uitslagen zo veel mogelijk uit te sluiten. Ook zal bij de confirmatietest onderscheid gemaakt worden tussen hiv-1- en hiv-2-specifieke antistoffen.

## Fout-positief en fout-negatief uitslagen
De kansen op fout-positief of fout-negatief uitslagen tijdens de screening of de confirmatie zijn niet gelijk.
- De kans op een fout-positieve uitslag is met ELISA na de screening ongeveer 15 op 1000 testen.
- De kans op een fout-negatieve uitslag is met ELISA na de screening ongeveer 3 op 1000 testen.
- Na de confirmatie neemt de kans op een fout-positieve uitslag af tot 1 op 250.000.